# Hrvatska radio-televizija
45° 47′ 34.883″ N 15° 58′ 28.613″ E / 45.79302306° С; 15.97461472° И
Hrvatska radio-televizija (skrać. HRT; hrv. Hrvatska radiotelevizija, skrać. HRT) je hrvatska javna radijska i televizijska ustanova. Kao datum osnivanja uzima se 15. maj 1926. godine, kada je osnovana privatna radio-stanica Radio Zagreb. Program je 15. maja 1926. počeo rečima „Halo, halo! Ovdje Radio Zagreb!”. Radio-stanica je nacionalizovana 1940. godine.
Televizija Zagreb je počela sa emitovanjem 15. maja 1956. godine. TV Zagreb je bio prva televizijska stanica u SFRJ. TV Zagreb je i prva stanica u SFRJ koja je uvela regularno emitovanje trećeg programa (1988. godine). Treći program je bio poznat kao Z3. Pod imenom HTV 3 je postojao do 2004. kada je kanal denacionalizovan, a licenca je pripala RTL-u; HTV 3 je obnovljen 2012. godine. Drugi program je počeo sa emitovanjem 1972. godine. TV Zagreb je bio centar evrovizijske razmene za JRT i studio iz kojeg je poteklo najviše predstavnika nekadašnje SFRJ na Pesmi Evrovizije.
Tokom 1990. godine RTV Zagreb je promenio ime u Hrvatski radio i televizija (TV Zagreb u Hrvatska televizija, skr. HTV), a 1995. u Hrvatska radiotelevizija. Ova medijska kuća danas je najgledanija televizija u Hrvatskoj.
Među najuspešnijim emisijama TV Zagreba su bili kvizovi Kviskoteka i Brojke i slova, serija Smogovci itd.

## Radijsko emitovanje
Temelje hrvatske radio-difuzije postavila je u martu 1924. grupa uglednih intelektualaca i poslovnih ljudi, koja je osnovala Radio-klub Zagreb. Nakon dvogodišnjih napora, pribavili su koncesiju i druge državne dozvole i utemeljili Radio-stanicu Zagreb, koja je počela da emituje 15. maja 1926. godine. Program je počeo rečima „Halo, halo! Ovdje Radio Zagreb!”, a najavama urednika dr Ive Sterna i spikerice Božene Begović u 20.30 sati prvi se put u eteru — na srednjim talasima od 350 metara — čula Radio-stanica Zagreb i od tada u kontinuitetu emitovala program. Za predsednika Radio-kluba Zagreb su izabrali astronoma i fizičara dr Otona Kučeru. Radio-klub je imao 136 članova: 124 Zagrepčana i 12 iz drugih hrvatskih gradova. Radio-klub je izdavao i časopis Radio-sport koji je imao važnu ulogu u promovisanju radio-difuzije. Na području tadašnje Zagrebačke direkcije pošta i telegrafa bilo je registrovano oko pedesetak radio-prijemnika.

### Radio Zagreb pre i posle Drugog svetskog rata
U sezoni 1927/28. telefonskim vodom preko Beča stanica se pridruživala u zajedničke emisije Mreže srednjoevropskih radio-stanica (Beč, Prag, Varšava, Budimpešta itd.), a u junu 1928. primljena je za punopravnog člana UIR-a (fr. Union Internationale de Radiodiffusion) u Ženevi, zastupajući tadašnju Kraljevinu Srba, Hrvata i Slovenaca, u kojoj — kao ni u ostalim državama na prostoru jugoistočne Evrope — tada još nisu postojale druge radiodifuzne ustanove.
Posle 1945. godine, Radio Zagreb (a kasnije i tadašnja Televizija Zagreb) je bio član tadašnje Evropske radiodifuzne unije (EBU-a), i to kao deo Jugoslovenske radio-televizije. Nakon međunarodnog priznanja Republike Hrvatske i prijema u Ujedinjene nacije, Hrvatska radio-televizija je 1. januara 1993. godine postala punopravna članica EBU-a.
Prvo sedište Radija Zagreb bilo je na Markovom trgu 9, drugo u Vlaškoj ulici 116, a kasnija su se nalazila u Šubićevoj 20 i Jurišićevoj 4, sa delovima na mnogim adresama u Zagrebu. Početkom 1995. u Dom Radio-televizije na Prisavlju seli se i Radio, a prvi put u istoriji većina delatnosti Hrvatske radio-televizije bila je na jednom mestu.

## Televizijsko emitovanje
Dana 15. maja 1956. godine u Tomislavovom domu na Sljemenu proradio je prvi televizijski predajnik u tadašnjoj Jugoslaviji, ali i jugoistočnom delu Evrope. Sledeća TV stanica u regionu je bila TV Rumunija, koja je počela da emituje redovni program u novogodišnjoj noći 31. decembra 1956. godine, dok je Mađarska televizija počela sa redovnim programom 1. maja 1957. godine (eksperimentalno emitovanje u Mađarskoj je počelo 1954).
Direktnim prenosom svečanog otvaranja Zagrebačkog velesajma na južnoj obali Save, 7. septembra 1956. godine počelo je emitovanje Televizije Zagreb (pre kada je 1958. u Beogradu osnovana druga televizija). Redovno emitovanje eksperimentalnog programa Zagrebačke televizije počelo je 19. novembra iste godine. Već 12. maja 1957. godine emitovan je prvi direktni televizijski prenos fudbalske utakmice sa stadiona na Maksimiru, nakon kojeg su sledili prenosi i drugih sportskih događaja. 14. jula direktno se prenosilo međunarodno sportsko takmičenje „Gymnaestrada”, čime su s radom počela i prva reportažna kola.
Dana 23. jula 1962. godine, prvi put satelitom Telstar vrši se preuzimanje stranog programa.
Veliki tehnološki zaokret se desio 8. aprila 1963. godine kada je po prvi put emitovana magnetoskopski snimljena emisija; na Dan Radija i Televizije 15. maja 1966. godine, novopostavljenim UHF odašiljačem od 10 kW na Sljemenu, prvi put je emitovan program u boji. Nakon toga kreće i prvi TV dnevnik iz Zagreba, 1. oktobra 1968. godine (nakon desetogodišnjeg emitovanja TV dnevnika iz Beograda).
Godine koje slede zapamćene su po kvalitetnom rastu i programskih i kadrovskih potencijala. Do tada je većina zaposlenih došla na Televiziju sa Radija, a sada u oba medija dolaze visokoobrazovani novinari i inženjeri sa fakulteta. Povremeno eksperimentalno emitovanje 2. programa Televizije Zagreb počelo je 27. avgusta 1972. godine. Takođe se postupno eksperimentiše i sa programom u boji koji je već pre bio emitovan iz TV centra u Beogradu, a tih se godina ozbiljno razmišlja i o objedinjavanju pogona na jednoj lokaciji, zato što su u to vreme redakcije i pogoni bili raštrkani na više od 20 mesta po celom Zagrebu, tako da gradnja Doma Radio-televizije na Prisavlju počinje polaganjem kamena temeljca, 2. aprila 1975. godine. Kraj 70-ih važan je i zbog velikog zaokreta Televizije u tehničko-tehnološkom pristupu. Televizija uvodi sistem elektronskog prikupljanja vesti, poznati ENG (eng. Electronic News Gathering), a većina snimatelja i montažera s filma prelazi na elektroniku.
To je i period velikih projekata, a posebno ostaju u sećanju poduhvati radnika Radija i Televizije vezani uz Konferenciju nesvrstanih u Kolumbu 1976. godine i Mediteranske igre u Splitu 1979. Već od 1983. godine delovi programa i tehnike se postepeno sele u novi Dom na Prisavlju, a od 1988. godine televizijski program se potpuno proizvodi iz novih prostora. Dva su sportska događaja 80-ih ostala upamćena kao vrlo uspešni poduhvati radnika Radija i Televizije Zagreb. Prvi su Zimske olimpijske igre u Sarajevu 1984. godine, na kojima je Televizija Zagreb proizvela oko 50% svih televizijskih signala koji su gledani u više od 100 zemalja sveta, a kvalitetom prenosa nadmašila sve dotadašnje prenose Olimpijskih igara. Druga manifestacija bila je Univerzijada 1987. godine, koja je baš zahvaljujući Radiju i Televiziji nadmašila svoje sportsko značenje.
TV Zagreb je prva stanica u SFRJ koja je uvela regularno emitovanje trećeg programa 1988. godine, poznatog pod nazivom Z3. Treći kanal je 2004. godine denacionalizovan, a licenca je pripala RTL-u.
Dana 29. juna 1990. Sabor Republike Hrvatske izglasao je Zakon kojim je Radiotelevizija Zagreb preimenovana u Hrvatsku radioteleviziju. Te godine je 30. aprila uveden teletekst kao stalni televizijski servis, a 4. maja 1990. godine — zbog održavanja evrovizijskog takmičenja u Zagrebu — puštena je u rad predajničko-prijemna satelitska stanica na Prisavlju. Uz veliki organizacijski poduhvat i uspešnu realizaciju Evrosonga u Zagrebu, te godine HRT postavlja nove standarde sportskih prenosa praćenjem Prvenstva Evrope u atletici održanog u Splitu.
Za vreme Rata u Hrvatskoj od jula 1991. godine do februara 1992. godine, TV Zagreb je bio glavno nacionalističko uporište hrvatske politike, tako da je postao jedan od glavnih ciljeva JNA. U ratu je zaposednuto ili uništeno 80% odašiljačkih objekata HRT-a. Petnaest velikih predajnika i tridesetak pretvarača je bilo van upotrebe, a 16. avgusta i 4. oktobra raketiran je i centralni odašiljač — Sljeme. Većina dostupnih oštećenih objekata popravljena je tokom 1992. godine, a do tada je program emitovan smanjenom snagom ili sa rezervnih lokacija. Hrvatska radio-televizija je te godine i službeno istupila iz JRT-a. U to vreme HRT ujedno počinje analogno emitovanje preko satelita Eutelsat 1 (29. avgust 1991. godine) uz usluge Austria Telecom-a, a od 19. juna 1992. godine službu preuzima sopstvena satelitska stanica na .
Televizija Zagreb počela je raditi u Jurišićevoj 4, a zatim i u Šubićevoj 20 i obližnjem Radničkom domu, dok je sedište bilo u Dežmanovoj 10. Televizijski studiji bili su jedno vreme u adaptiranim prostorima Mašinsko-brodograđevinskog fakulteta. Iako gradnja Doma Radio-televizije Zagreb na Prisavlju počinje 1975. godine, tek 1988. počinje stalna proizvodnja i emitovanje televizijskog programa sa Prisavlja, a pojedini delovi su bili u funkciji već od 1983. godine.

### Prevođenje sa srpskog jezika na hrvatski
Hrvatski javni servis HRT, kao i nekolicina drugih TV stanica iz Hrvatske, primoran je da prevodi ostvarenja srpske kinematografije na hrvatski jezik. Tako izraz „kuče u čakšire” iz srpskog filma Zona Zamfirova, koji izgovara Vojin Ćetković, HRT 1 je preveo kao „psić u hlačama”. Pre ovog zakonom uslovljenog incidenta, kultna komedija „Žikina dinastija 2” režisera Zorana Čalića skinuta je s programa druge hrvatske TV stanice (RTL-a) jer je Veće za elektronske medije upozorilo emitera da film mora imati titlove na hrvatskom. Insistiranje Hrvata da prevode srpske filmove datira od filma Rane, koji je u tamošnjim bioskopima prikazivan kao Ozljede. U moru bisera onoga ko je hteo da baš na ovom filmu razgraniči srpstvo i hrvatstvo našao se i prevod „isti k****, drugo pakovanje — isti k****, drugi tetrapak”, kao i još mnogo sličnih konstrukcija i nebuloza koje plastično dokazuju besmisao tog posla. Na HRT-u je prevođena i Kovačevićeva drama Balkanski špijun.

## Organizacija

### TV kanali

#### Nacionalni TV kanali
- HRT 1 — vesti, dokumentarci, religijski program, mozaične emisije, serije i filmovi
- HRT 2 — sport, muzika, serije i filmovi, obrazovni program
- HRT 3 — kulturno-umetnički i naučni program
- HRT 4 — informativni program
- HRT plus — ugašen kanal

#### Regionalni TV centri
- HRT regionalni centar Čakovec-Varaždin
- HRT regionalni centar Osijek
- HRT regionalni centar Rijeka-Pula
- HRT regionalni centar Split Dubrovnik
- HRT regionalni centar Zadar-Šibenik

#### Međunarodni TV kanali
- Slika Hrvatske — program za Hrvate u inostranstvu

#### Popularni TV programi
- Dnevnik HRT — popularna emisija u kojoj se gledaocima donose podnevne, večernje i ponoćne televizijske vesti
- Nedjeljom u dva — nedeljni tok-šou
- Dobro jutro, Hrvatska — mozaični jutarnji program koji se emituje od 7.00 do 9.00 sati
- Hrvatska uživo — mozaični popodnevni program
- Transfer — emisija o alternativnim kulturama i umetnostima (vizuelnim umetnostima, muzici, veb-kulturi i sl.)
- U istom loncu — kulinarski takmičarski šou
- Kod Ane — emisija o kulinarstvu
- The Voice – Najljepši glas Hrvatske — muzički takmičarski šou
- Zvijezde pjevaju — veliki subotnji muzički takmičarski šou
- Ples sa zvijezdama — nedeljni plesni takmičarski šou
- TV kalendar — dugogodišnji dnevni istorijski dokumentarni šou u epizodama, koji govori o istorijskim događajima, rođenju/smrti značajnih osoba ili njihovim otkrićima na određeni dan i sl.
- Piramida — sedmični šou premijerno prikazan 31. oktobra 2004. godine, čiji je voditelj i producent Željka Ogresta, dobitnica nagrade Rose d'Or (eng. Golden Rose)

##### Bivši programi
- Male tajne velikih majstora kuhinje — kulinarski takmičarski šou prikazivan 1980-ih
- Kviskoteka — kviz domaćina Olivera Mlakara prikazivan 1980-ih i 1990-ih, a kasnije emitovan i na konkurentskoj Novoj TV
- Slika na sliku — politički magazin prikazivan 1990-ih
- Upitnik — kviz domaćina Joška Lokasa prikazivan 2000-ih, a kasnije emitovan i na konkurentskoj Novoj TV (prikazivanje je prestalo 2004. godine)
- Željka Ogresta i gosti — tok-šou prikazivan početkom 1990-ih, a kasnije i početkom 2000-ih
- Motrišta — politički informativni magazin prikazivan 1990-ih
- Turbo Limač Show — dečji subotnji program domaćina Siniše Cmrka
- Dan za danom — mozaični popodnevni program

##### Predstojeći programi
- — plesni šou
- — subotnji večernji šou
- — dečji nedeljni program
- — tok-šou
- — nedeljni popodnevni šou
- — edukacijski školski jutarnji magazin

#### Trenutno emitovanje

##### Šoui svetske produkcije koji se trenutno emituju na HRT-u (april 2014)
| Originalno ime | Hrvatski prevod       | Poreklo    |
| -------------- | --------------------- | ---------- |
|                | Carstvo poroka        | SAD        |
|                | Domovina              | SAD        |
|                | Državne tajne         | UK         |
|                | Doktor Who               | UK         |
|                | Simpsoni              | SAD        |
|                |                       | SAD        |
|                | Završni udarac        | SAD        |
|                | Kraljeva igra         | UK         |
|                | Završni krug          | UK         |
|                | Zločinački umovi      | SAD        |
|                |                       | UK         |
|                | Tračerica             | SAD        |
|                | Seks i grad           | SAD        |
|                |                       | SAD        |
|                |                       | Kanada     |
|                | Hotel dvorac Orth         | Austrija   |
|                | Kralj vinograda       | Austrija   |
|                | Znaj da te volim      | Meksiko    |
|                |Batman i hrabri superjunaci  | SAD        |
|                | Vatrena kugla         | Australija |
|                | Školarci obavještajci | UK         |

##### Šoui domaće produkcije koji se trenutno emituju na HRT-u (april 2014)
| Originalno ime   | Format | Poreklo  |
| ---------------- | ------ | -------- |
| Kazalište u kući |        | Hrvatska |
| Stipe u gostima  |        | Hrvatska |

### Radio-stanice
Hrvatski radio trenutno ima tri nacionalne i osam lokalnih radio-stanica.

#### Nacionalne radio-stanice
- HR1 — informativni program, religijske emisije, obrazovno-naučne emisije, domaća muzika
- HR2 — domaća i strana pop muzika, servisne informacije, sportski prenosi, vesti za strance
- HR3 — vesti iz kulture i umetnosti, dramski program, klasična i džez muzika

#### Regionalne radio-stanice
| - HR Sljeme - HR Rijeka - HR Pula - HR Osijek | - HR Split - HR Zadar - HR Knin - HR Dubrovnik |

#### Međunarodne radio-stanice
- Glas Hrvatske — program za Hrvate u inostranstvu

#### Internetski radio-program
- Govorni program

### Muzička proizvodnja
- Džez orkestar
- Simfonijski orkestar
- Tamburaški orkestar (utemeljen 1941. godine)[8]
- Hor

## Loga
| 1956—1990 | 1990 | 1990—1999 | 1999— |
| --------- | ---- | --------- | ----- |

## Spoljašnje veze
- Zvanični veb-sajt HRT-a